# 阿尔卡内纳
阿尔卡内纳（葡萄牙语：Alcanena），是葡萄牙圣塔伦区的一个市镇。总面积127平方公里，总人口14,709 。
该市镇划分为10个堂区。